# 純真Always
《純真Always》（日语：じゅんしんオールウェイズ），是日本女性聲優田所梓的第3張單曲。結城愛良作詞、堀江晶太作曲。2016年2月10日由Lantis發行。

## 背景、音樂性
《純真Always》是聲優田所梓她參演2016年1月至3月在朝日放送播出的電視動畫《無彩限的幻影世界》使用的片尾主題曲，也是田所她的第一首動畫主題歌曲。內容詮釋出其明朗的搖滾曲調加上從遠方傳來的街頭演唱方式作為歌曲的主要特色。2015年12月1日，其歌曲訊息先行在深夜廣播節目《Mu～comi+Plus》解禁。

## 單曲解說
2016年2月10日發行，發行公司為Lantis。是自從田所她的上一張單曲《君約束》以來，相隔4個月發行的最新單曲。販售形式有Artist盤和動畫盤共兩種。Artist盤的封面主題以油漆塗出繽紛色彩的小小空間及「純樸天真的心情去自由發揮自己想要的吧」進行拍攝。動畫盤的封面則使用田所她在動畫《無彩限的幻影世界》飾演的角色露露作為CD封面角色。

## 單曲收錄内容

### Artist盤
| 曲序     | 曲目       |          | 作曲     | 編曲     | 时长  |
| -------- | ---------- | -------- | -------- | -------- | ----- |
| 1.       | 純真Always | 結城愛良 | 堀江晶太 | 堀江晶太 | 4:23  |
| 2.       | 孤惑星     | 中山真斗 | 中山真斗 | 中山真斗 | 3:51  |
| 3.       | Cherish    |          | 睦月周平 | 睦月周平 | 5:21  |
| 总时长： | 总时长：   | 总时长： | 总时长： | 总时长： | 13:16 |

### 動畫盤
| 曲序     | 曲目                    | 时长  |
| -------- | ----------------------- | ----- |
| 1.       | 純真Always              | 4:23  |
| 2.       | 孤惑星                  | 3:52  |
| 3.       | 純真Always（Off vocal） | 4:23  |
| 4.       | 孤惑星（Off vocal）     | 3:52  |
| 总时长： | 总时长：                | 16:31 |

## 來源
1. ↑  《Lis Ani！》Vol.24，第107頁.
2. ↑  . Mu～comi+Plus（日语：ミュ〜コミ+プラス）.   [2017-01-23]. （原始内容存档于2020-04-14） （日语）.
3. ↑  《SEIGURA》2月號，2016年，第118頁.

## 外部連結
- YouTube上的【田所梓】電視動畫『無彩限的幻影世界』ED主題歌曲「純真Always」MV Short Ver.官網 （日語）
- Lantis官方網站的歌曲介紹頁面
  - Artist盤 （页面存档备份，存于） （日語）
  - 動畫盤 （页面存档备份，存于） （日語）